# Cajón de San Pedro
El Cajón de San Pedro o conocido simplemente como El Cajón es una entidad rural compuesta por viviendas y parcelas de la Comuna y Provincia de Quillota dentro de la Región de Valparaíso, se ubica en el sector "San Pedro" a las afueras de la ciudad del mismo nombre, esta a 7,7 km de Quillota (La ciudad más cercana) y a 4,8 km de San Pedro, es orillada por la Quebrada La Golera que desemboca en un sistema de canales dispersos dentro de la localidad. Es conectada por un desvío de la Ruta F-382 o más conocido como el "Camino Cajón de San Pedro", su población según el Instituto Nacional de Estadísticas es de 522 habitantes, siendo considerada como una entidad rural.

## Geografía y Ubicación
La geografía del Cajón de San Pedro se caracteriza por un clima templado, donde abundan las lluvias, además de tener un suelo fluvial a raíz del Estero San Isidro y sus Quebradas rodeantes, además de que su erosión del suelo es baja.
Cajón de San Pedro está ubicado a 7,7 km de Quillota (La ciudad más cercana) al igual que a 4,8 km de San Pedro, además de estar a 35 km de la Conurbación del Gran Valparaíso (Capital Regional) y a 70,2 km de Santiago de Chile. Es conectada únicamente por la Ruta F-382 que recorre a lo largo de la Quebrada la Golera que conecta solamente con San Pedro.

## Demografía
Evolución demografíca del Cajón de San Pedro entre 2002 y 2019.
| Gráfica de evolución demográfica de Cajón de San Pedro entre 2002 y 2019 |
|                                                                          |
| Fuente: Instituto Nacional de Estadísticas                               |